# Lista över svenska freder
Detta är en kronologisk lista över några av de freder som Sverige har slutit.
| År   | Fred                                               | Mellan                                                 | Efter                             | Kommentar                                             |
| ---- | -------------------------------------------------- | ------------------------------------------------------ | --------------------------------- | ----------------------------------------------------- |
| 1323 | Nöteborgstraktaten                                 | Sverige och Novgorod                                   |                                   | Sv östgräns till 1595                                 |
| 1497 | Freden i Novgorod                                  | Sverige och Ryssland                                   | Stora ryska kriget                | Det krig under vilket Viborgska smällen utspelade sig |
| 1524 | Malmö recess                                       | Sverige och Danmark                                    | Befrielsekriget                   |                                                       |
| 1557 | Freden i Novgorod                                  | Sverige och Ryssland                                   | Stora ryska kriget                |                                                       |
| 1570 | Freden i Stettin                                   | Sverige och Danmark                                    | Nordiska sjuårskriget             | Älvsborgs första lösen                                |
| 1595 | Freden i Teusina                                   | Sverige och Ryssland                                   | Nordiska tjugofemårskriget        |                                                       |
| 1613 | Freden i Knäred                                    | Sverige och Danmark                                    | Kalmarkriget                      | Älvsborgs andra lösen                                 |
| 1617 | Freden i Stolbova                                  | Sverige och Ryssland                                   | Ingermanländska kriget            |                                                       |
| 1629 | Stilleståndet i Altmark                            | Sverige och Polen                                      | Andra polska kriget               |                                                       |
| 1645 | Freden i Brömsebro                                 | Sverige och Danmark-Norge                              | Torstensons krig                  |                                                       |
| 1648 | Westfaliska freden                                 | flera stater                                           | Trettioåriga kriget               |                                                       |
| 1658 | Freden i Roskilde                                  | Sverige och Danmark-Norge                              | Karl X Gustavs första danska krig | bröts samma år                                        |
| 1660 | Freden i Oliwa                                     | Sverige och Polen-Tyskland-Brandenburg                 | Karl X Gustavs polska krig        |                                                       |
| 1660 | Freden i Köpenhamn                                 | Sverige och Danmark-Norge                              | Karl X Gustavs andra danska krig  |                                                       |
| 1661 | Freden i Kardis                                    | Sverige och Ryssland                                   | Karl X Gustavs ryska krig         |                                                       |
| 1679 | Första freden i Nijmegen                           | Sverige och Tysk-romerska riket                        |                                   |                                                       |
| 1679 | Freden i Celle                                     | Sverige och furstarna av huset Lüneburg                |                                   |                                                       |
| 1679 | Andra freden i Nijmegen                            | Sverige och Münster                                    |                                   |                                                       |
| 1679 | Freden i S:t Germain                               | Sverige och Brandenburg                                |                                   |                                                       |
| 1679 | Freden i Fontainebleau                             | Sverige och Danmark                                    | Skånska kriget                    |                                                       |
| 1679 | Freden i Lund                                      | Sverige och Danmark                                    | Skånska kriget                    | bekräftade Freden i Fontainebleau                     |
| 1679 | Tredje freden i Nijmegen                           | Sverige och Nederländerna                              |                                   |                                                       |
| 1700 | Freden i Traventhal                                | Sverige och Danmark                                    | Stora nordiska kriget             |                                                       |
| 1705 | Freden i Warszawa                                  | Sverige och Polen                                      | Stora nordiska kriget             |                                                       |
| 1706 | Freden i Altranstädt                               | Sverige-Polen och Sachsen                              | Stora nordiska kriget             |                                                       |
| 1719 | Första freden i Stockholm                          | Sverige och Hannover                                   | Stora nordiska kriget             |                                                       |
| 1720 | Andra freden i Stockholm                           | Sverige och Preussen                                   | Stora nordiska kriget             |                                                       |
| 1720 | Tredje freden i Stockholm / Freden i Frederiksborg | Sverige och Danmark                                    | Stora nordiska kriget             |                                                       |
| 1721 | Freden i Nystad                                    | Sverige och Ryssland                                   | Stora nordiska kriget             |                                                       |
| 1728 | Deklarationen med Sachsen                          | Sverige och Sachsen                                    | Stora nordiska kriget             |                                                       |
| 1732 | Deklarationen med Polen                            | Sverige och Polen                                      | Stora nordiska kriget             |                                                       |
| 1743 | Freden i Åbo                                       | Sverige och Ryssland                                   | Hattarnas ryska krig              |                                                       |
| 1762 | Freden i Hamburg                                   | Sverige och Preussen                                   | Pommerska kriget                  |                                                       |
| 1790 | Freden i Värälä                                    | Sverige och Ryssland                                   | Gustav III:s ryska krig           |                                                       |
| 1809 | Freden i Fredrikshamn                              | Sverige och Ryssland                                   | Finska kriget                     |                                                       |
| 1809 | Freden i Jönköping                                 | Sverige och Danmark                                    | Dansk-svenska kriget              |                                                       |
| 1810 | Freden i Paris 1810                                | Sverige och Frankrike                                  | Svensk-franska kriget             |                                                       |
| 1812 | Freden i Örebro                                    | Sverige och England                                    | Kriget mot Storbritannien         |                                                       |
| 1814 | Freden i Kiel                                      | Sverige och Danmark                                    | Andra Napoleonkriget              |                                                       |
| 1814 | Freden i Paris 1814                                | Sverige-England-Ryssland-Österrike m.fl. och Frankrike | Andra Napoleonkriget              |                                                       |
| 1814 | Konventionen i Moss                                | Sverige och Norge                                      | Fälttåget mot Norge               |                                                       |